# Manruta elingua
Manruta elingua là một loài bướm đêm trong họ Noctuidae.